# دييغو أفيلا
دييغو أفيلا (بالإسبانية: Diego Ávila)‏ هو لاعب هوكي الحقل أرجنتيني، ولد في 23 فبراير 1980.